# Erik Gustaf Geijer
Erik Gustaf Geijer (12 de gener de 1783, Ransäter, Värmland - 23 d'abril de 1847) fou un escriptor, compositor i historiador suec. Geijer va ser membre de l'Acadèmia sueca i professor d'història des del 1817 a la Universitat d'Uppsala, on es va fer una estàtua per tal de commemorar-lo.
Geijer va ser integrant de la Societat gòdica ("Götiska förbundet"); en el primer article del seu diarti, Iduna, es va publicar el seu famós problema "El viking", en el qual descrivia als vikings com homes heroics, amb una imatge semblant a la que tenen avui en dia, i va establir un punt d'inflexió en la rehabilitació de la cultura vikinga entre els suecs de la generació romàntica. Tot i que va adquirir la seva fama com a autor nacionalista, els punts de vista de Geijer van canviar durant la seva vida, i va començar a dedicar-se a les reformes socials i a inclinar-se pel liberalisme. El compositor i compatriota seu Kapfelmann, li va posar música a diferents poemes seus.